# Habenaria paucipartita
Habenaria paucipartita är en orkidéart som beskrevs av Johannes Jacobus Smith. Habenaria paucipartita ingår i släktet Habenaria och familjen orkidéer. Inga underarter finns listade i Catalogue of Life.